# Hermógenes de Moscou
Hermógenes, ou Germógeno (em russo:  Гермоге́н, c. 1530 — 17 de fevereiro de 1612), nome secular Yermolay (em russo:  Ермолай) foi o Patriarca de Moscou e Toda Rússia de 1606 a 1612. Foi ele quem inspirou a revolta popular que pôs fim ao Tempo de Dificuldades. Hermógenes foi glorificado pela Igreja Ortodoxa Russa em 1912.
No Santo Sínodo de 1589, que estabeleceu o patriarcado de Moscou, Hermógenes foi nomeado Metropolita da recém-conquistada cidade de Cazã. Durante as duas décadas seguintes, ele ganhou notoriedade por converter vários muçulmanos tártaros do Volga à ortodoxia.
Em 1606, Hermógenes foi convocado por Pseudo-Demétrio I para participar do Senado recentemente instituído em Moscou. Lá ele soube do plano do czar de se casar com uma católica romana, Marina Mniszech, e se declarou firmemente contra tal aliança. Com isso, ele foi exilado da capital, apenas para retornar com grande popularidade vários meses depois, quando o falso czar foi deposto e o patriarca Inácio o seguiu.

## Patriarca de Moscou
O novo czar, Basílio IV, ajudou Hermógenes a se tornar Patriarca de Moscou e de toda a Rússia: o metropolita Hermógenes foi eleito em 3 de julho de 1606, foi instalado como patriarca pela assembléia dos santos hierarcas na Catedral da Dormição de Moscou. O Metropolita Isidoro entregou ao Patriarca o cajado do santo hierarca Pedro, e o Czar deu de presente ao novo Patriarca uma panagia, embelezada com pedras preciosas, um klobuk branco e um cajado. À moda antiga, o Patriarca Hermógenes fez sua entrada montado em um burro. Durante o reinado de Basílio, Hermógenes apoiou os esforços do czar para pacificar o país e anatematizou Ivan Bolotnikov e seu exército.

### Tempo de Dificuldades
Quando Basílio foi deposto e os poloneses tomaram o Kremlin de Moscou, Hermógenes se opôs firmemente a seus planos de colocar Ladislau IV no trono russo, a menos que ele se convertesse à ortodoxia. Apesar das ameaças de morte de alguns dos boiardos, ele se recusou a assinar qualquer petição ao rei polonês, impedindo assim a coroação de Ladislau.
Em dezembro de 1610, Hermógenes distribuiu cartas para várias cidades russas, instando a população a se rebelar contra os poloneses. Quando o exército voluntário sob o comando de Prokopy Lyapunov se aproximou de Moscou, ele desafiou as exortações polonesas de anatemizar o exército. Apesar de ser ameaçado com pena de morte, ele condenou os católicos romanos e mostrou apoio a Lyapunov. Depois disso, foi preso e jogado no Mosteiro de Chudov, onde ouviu sobre o novo exército de voluntários, reunido por Kuzma Minin e comandado pelo Príncipe Pojarsky, e abençoou ambos. Em seguida, o patriarca foi espancado e morreu de fome.

## Morte e legado

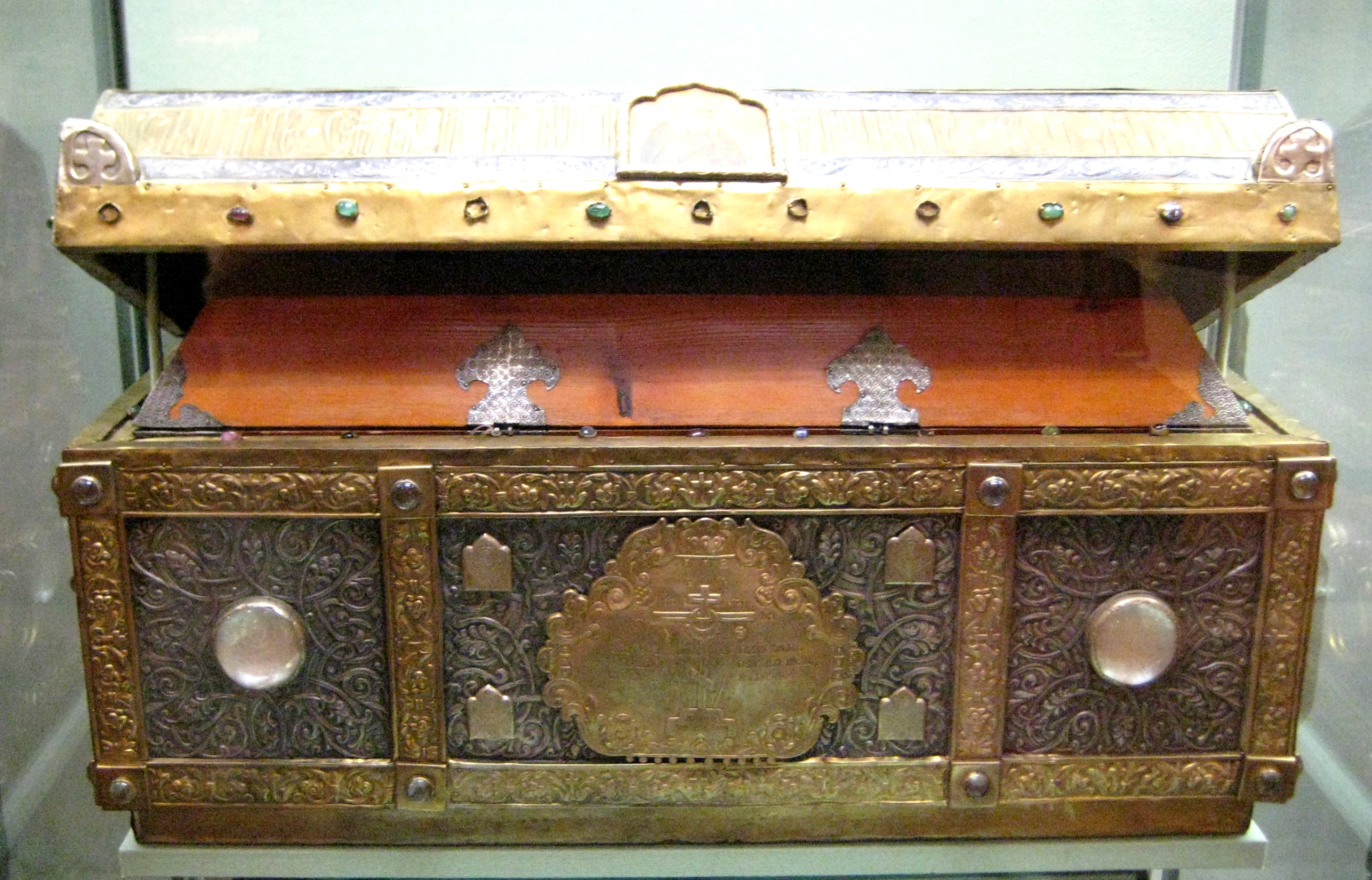
Relicário do Patriarca Hermógenes.

O corpo de Hermógenes foi enterrado no mosteiro de Chudov, mas em 1654 foi transferido para a Catedral da Dormição de Moscou. As supostas relíquias do Patriarca Hermógenes foram acidentalmente encontradas em uma das criptas do Mosteiro de Chudov durante as obras de reparo de 1913. Em conexão com o Tricentenário da Dinastia Romanov, celebrado no mesmo ano, ele foi canonizado como hieromártir e transferido para a vizinha Catedral da Dormição.
A Igreja Ortodoxa Russa o homenageia em 17 de fevereiro (ou 2 de março no  calendário juliano), dia de sua morte, e 12 (25) de maio, dia de sua reconhecida glorificação.  